# 상파울루 LGBT 프라이드 퍼레이드

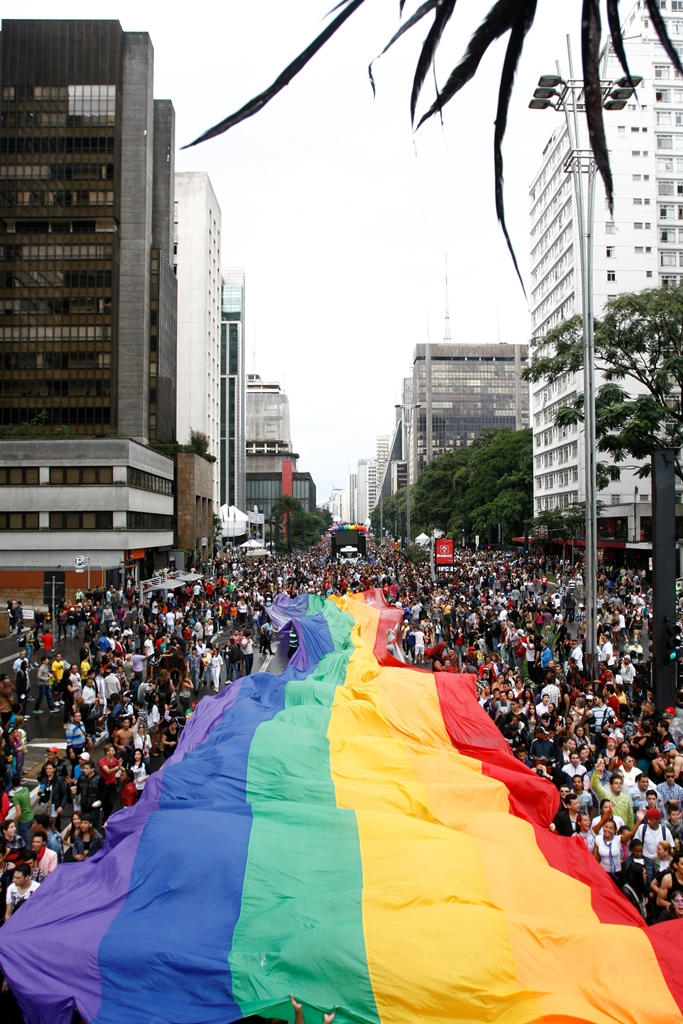

상파울루 LGBT 프라이드 퍼레이드(Parada do Orgulho LGBT de São Paulo)는 1997년부터 브라질 상파울루 파울리스타 대로에서 열리는 프라이드 퍼레이드이다. 2006년 퍼레이드는 가장 큰 프라이드 축제로 열리면서 기네스 북에 등재되기도 하였으며, 지금은 한때 세계에서 가장 큰 퍼레이드이었던 뉴욕 프라이드 행진과 경쟁하고 있다.